# Louis-François de Monteynard
Louis François markýz de Monteynard (francouzsky Louis-François marquis de Monteynard, seigneur de Chastelard, du Champ, d'Avers et du Molard) (13. května 1713 La Pierre, Dauphiné – 3. května 1791 Paříž) byl francouzský šlechtic, generál a politik. Od čtrnácti let sloužil v armádě, v dynastických konfliktech 18. století dosáhl hodnosti generálporučíka (1759). V závěru vlády Ludvíka XV. zastával funkci ministra války (1771–1774).

## Životopis

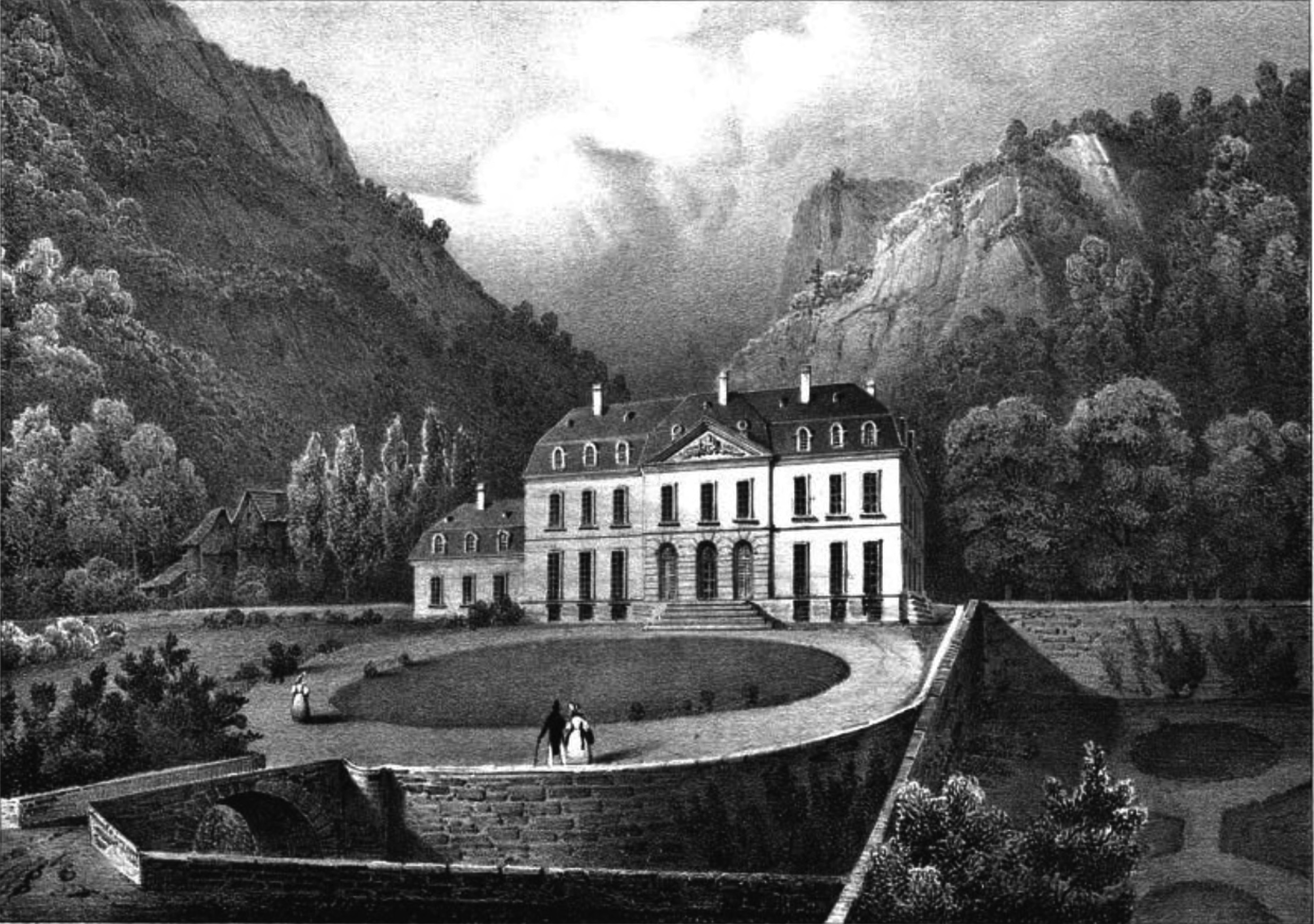
Zámek Château de Tencin (departement Isère, sídlo rodu Monteynard v 18. století)

Pocházel ze staré šlechtické rodiny, která v této linii užívala od roku 1652 titul markýze. Narodil se jako starší syn markýze Louise-Josepha de Monteynard (1678–1727) a jeho manželky Claudine, rozené du Prat (1692–1774). V roce 1728 vstoupil do armády v hodnosti poručíka a službu začal v pluku svého bratrance rytíře de Marcieu. Za války o polské dědictví bojoval na Rýně a zúčastnil se obléhání Philippsburgu. Na počátku války o rakouské dědictví se zúčastnil bojů v Německu a Rakousku, po krátkém pobytu ve Francii byl v roce 1745 převelen do Itálie, kde byl v hodnosti plukovníka pobočníkem Filipa Parmského. Po prohrané bitvě u Piacenzy (1746) úspěšně odrážel útoky postupující rakouské armády a mezitím dosáhl hodnosti brigádního generála. Po skončení války byl povýšen do hodnosti maréchal de camp (generálmajor; 1748). Za sedmileté války se pod velením vévody de Richelieu zúčastnil dobytí Menorcy (1756), poté bojoval v Německu, kde sloužil pod velením maršála d'Estrées. V roce 1759 byl povýšen do hodnosti generálporučíka (Lieutenant-Général) a v roce 1762 byl jmenován velitelem rezervní armády knížete de Condé.
V letech 1771–1774 zastával funkci francouzského ministra války. Do úřadu byl jmenován v lednu 1771 na přání svého přítele knížete de Condé, který za to očekával protislužby (jednalo se o obnovení čestné hodnosti velmistra dělostřelectva, která by Condému přinesla roční apanáž ve výši 400 000 livrů). K tomu ale nedošlo, protože Monteynard nastolil v resortu vojenství úsporný program, mimo jiné se zasloužil o založení jezdecké školy v Saumuru. Jeho zásluhy vyzdvihl ve Filozofickém slovníku i slavný Voltaire. Během krátké doby se však Monteynard dostal do sporu s ostatními ministry, nakonec i s Ludvíkem XV. a jeho milenkou hraběnkou du Barry (v roce 1773 v rozhovoru s ministrem financí Terrayem vyjádřil nespokojenost s podfinancováním armády, zatímco pro královy milenky je peněz stále dostatek) a v lednu 1774 byl z funkce odvolán. Od roku 1772 zastával formálně také funkci generálního guvernéra na Korsice, fyzicky ale tento post nevykonával. Za vlády Ludvíka XVI. byl v roce 1779 dekorován velkokřížem Řádu sv. Ludvíka. Četné zásluhy si získal také v Grenoblu (kde založil veřejnou knihovnu) a provincii Dauphiné, kde vlastnil statky. Poblíž svého rodiště v La Pierre nechal po roce 1774 postavit zámek Château de Tencin.
Zemřel v Paříži během Velké francouzské revoluce v roce 1791 ve věku nedožitých 78 let. K jeho úmrtí přispěla frustrace ze ztráty titulů a penzí, které krátce předtím odhlasovalo Ústavodárné národní shromáždění. Navzdory zákazu pohřbívání v kostelech byl pohřben v pařížském kostele sv. Tomáše Akvinského.
V roce 1753 se oženil se svou sestřenicí Françoise Marie de Monteynard (1734–1809), manželství zůstalo bez potomstva. Jejich dědicem byl synovec Hector-Joseph markýz de Monteynard (1770–1845), který v armádě dosáhl hodnosti generálmajora a v roce 1827 byl jmenován pairem.